# Liste der Kreisstraßen in Gera

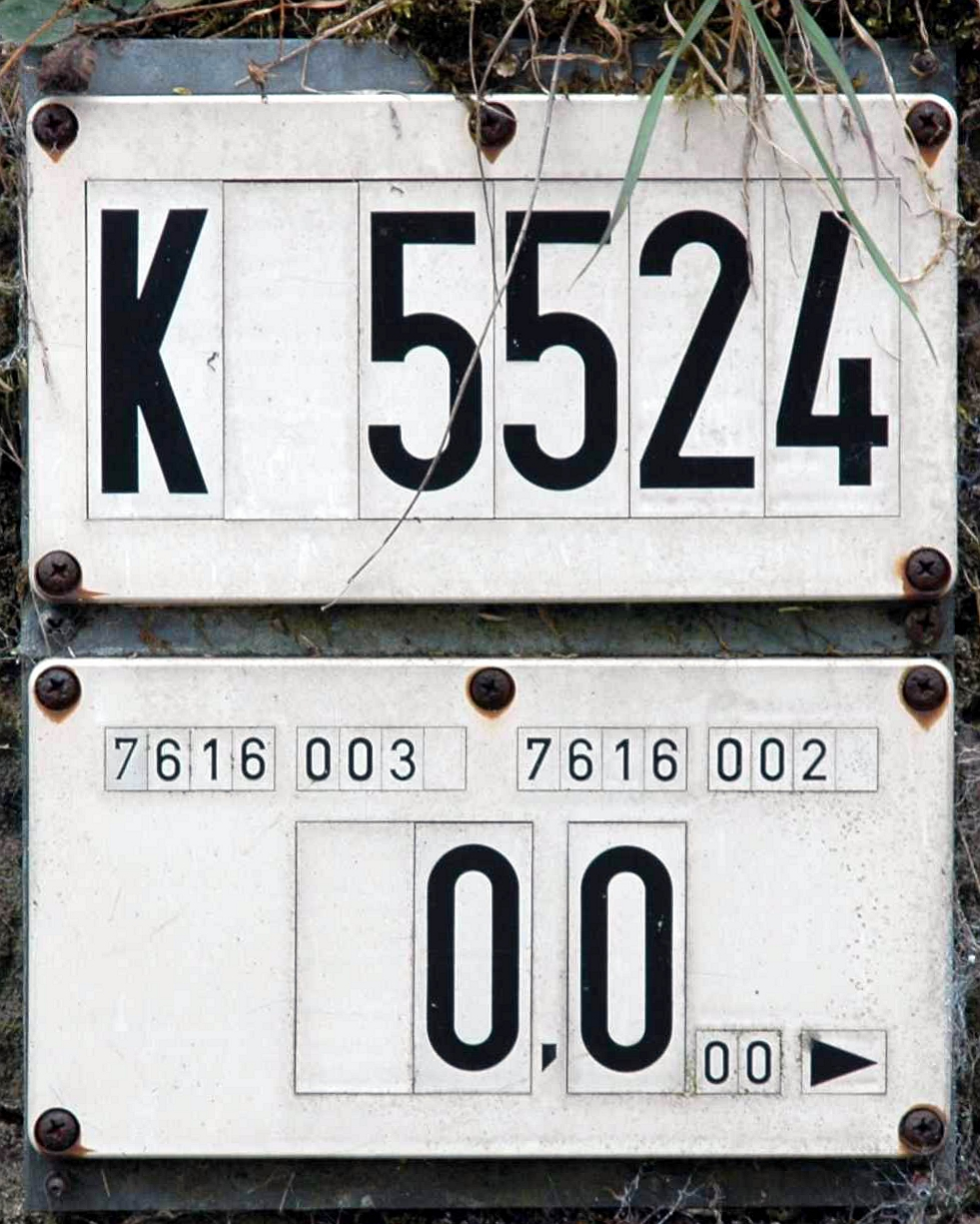
Stationszeichen

Die Liste der Kreisstraßen in Gera ist eine Auflistung der Kreisstraßen in der thüringischen Stadt Gera.

## Abkürzungen
- K: Kreisstraße
- L: Landesstraße

## Liste
Straßen und Straßenabschnitte, die unabhängig vom Grund (Herabstufung zu einer Gemeindestraße oder Höherstufung) keine Kreisstraßen mehr sind, werden kursiv dargestellt. Der Straßenverlauf wird in der Regel von Nord nach Süd und von West nach Ost angegeben.
| Nr.  | Verlauf |
| ---- | --- |
| K 1  | K 7 – Reichenbacher Straße – Straße der Freundschaft – – Am Steingarten – Wernsdorfer Straße – Wernsdorf – Söllmnitz – K 5                                                            |
| K 2  | K 7 – Lessener Straße – Steinbrücken – Roben – K 3 – Rusitz – Am Rusitzer Weg – K 5                                                                                                   |
| K 3  | K 2 – Reichenbach Dorfstraße – K 7 |
| K 4  | K 5 – Negis – Dorna – K 8 – Röpsen – Röpsener Straße |
| K 5  | L 3007 – Zeitzer Straße – K 2 – Zeitzer Straße – K 7 – Zeitzer Straße – Wachholderbaum – K 4 – – Cretzschwitz – Söllmnitz – K 1 – Söllmitz – Stadtgrenze – (K 105 im Landkreis Greiz) |
| K 7  | Aga Schulstraße – K 2 – Lessener Straße – Reichenbacher Straße – Reichenbach Dorfstraße – K 3 – Reichenbach Dorfstraße – K 5                                                          |
| K 8  | K 4 – Dorna – /L 1079 |
| K 9  | K 5 – Cretzschwitz – Stadtgrenze – (K 109 im Landkreis Greiz) |
| K 12 | – Trebnitz – Stadtgrenze – (K 519 im Landkreis Greiz) |
| K 26 | (K 126 im Landkreis Greiz) – Stadtgrenze – Gorlitzsch |